# Franz Xaver von Wulfen

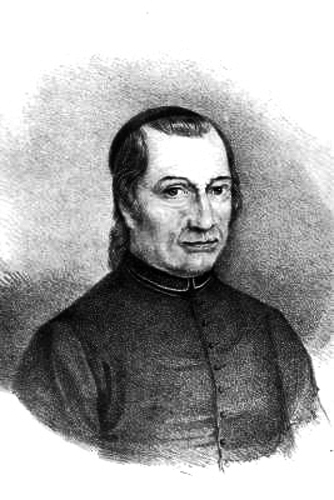
Franz Xaver von Wulfen

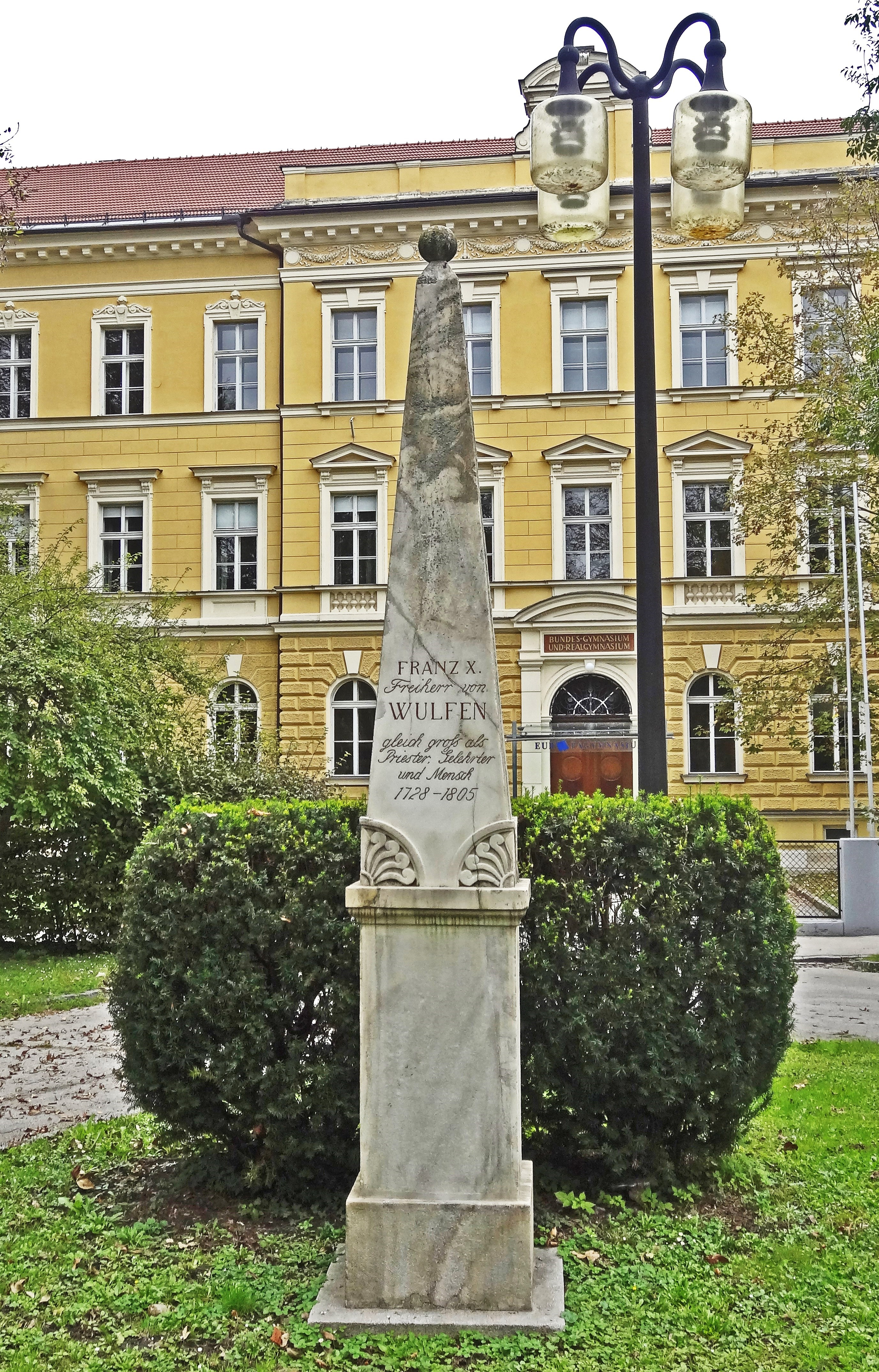
Obelisk zum Gedenken an Franz Xaver von Wulfen vor dem heutigen Europagymnasium in Klagenfurt

Franz Xaver Freiherr von Wulfen (* 5. November 1728 in Belgrad, Habsburgermonarchie; † 16. März 1805 in Klagenfurt) war ein deutsch-ungarischer Jesuit, Botaniker und Mineraloge. Bekannt ist er als Entdecker der Kärntner Wulfenie und des Gelbbleierzes Wulfenit. Sein offizielles botanisches Autorenkürzel lautet „Wulfen“.

## Leben
Wulfen wurde in Belgrad als Sohn des deutschstämmigen Feldmarschallleutnants Christian Friedrich von Wulffen und seiner ungarischen Mutter aus dem Hause Máriássy von Márkus- und Batizfalva geboren.

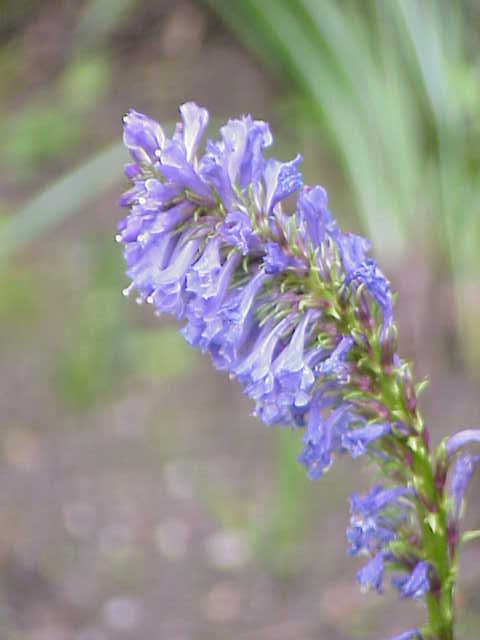
Kärntner Wulfenie (Wulfenia carinthiaca)

Nach seiner Ausbildung in Kaschau (damals Ungarn) trat er 1745 dem Jesuitenorden bei. Er studierte Philosophie, Mathematik und Theologie. Er war ab 1755 als Lehrer tätig: 1755 in Görz, ab 1756 an der Theresianischen Ritterakademie in Wien, 1761 in Görz, ab 1762 in Laibach. 1763 legte er das Ordensgelübde ab. Ab 1764 war er am Klagenfurter Jesuitenkolleg tätig, wo er Physik und Mathematik unterrichtete. Ab 1769 war er nur noch als Seelsorger tätig. Nach dem Ende seiner Lehrtätigkeit und besonders nach der Aufhebung des Jesuitenordens 1773 widmete er sich der wissenschaftlichen Forschung, besonders der Botanik und Mineralogie. Im Jahr 1791 bereiste er mit Sigmund von Hohenwarth und Joseph Reiner, mit denen er in enger Freundschaft verbunden das Interesse für Botanik und Mineralogie teilte, die Oberkärntner Alpen. 1797 wurde ihm von den französischen Besatzern ein Großteil seiner Sammlungen geraubt. 1799 und 1800 war Wulfen Teilnehmer an Fürstbischof Salms Expedition zur Erstbesteigung des Großglockners.
Wulfen war Mitglied der Akademien bzw. Wissenschaftlichen Gesellschaften von Berlin, Erlangen, Jena, Göttingen, Klagenfurt und Stockholm. 1790 wurde er zum Mitglied der Deutschen Akademie der Naturforscher Leopoldina gewählt.
Zu seinen vielen Korrespondenzpartnern zählten Nikolaus Joseph Freiherr von Jacquin und Johann Christian Daniel Schreber.

## Wissenschaftliche Forschungen
Wulfens Hauptforschungsgebiet waren die Ostalpen, deren Berg- und Talflora er intensiv erforschte. Er beschrieb etliche neue Pflanzenarten, sowohl Blütenpflanzen als auch Kryptogamen, besonders Flechten. Forschungsreisen führten ihn öfters an die Adria, aber auch nach Holland.
Ein weiteres Forschungsgebiet war die Mineralogie. Das von ihm entdeckte Gelbbleierz wurde 1841 zu seinen Ehren Wulfenit benannt und er beschrieb als erster den opalisierenden Bleiberger Muschelmarmor.
- Zu den von Wulfen erstbeschriebenen Alpen-Pflanzen zählen:
  - Kärntner Kuhtritt oder Wulfenie 1779, zu seinen Ehren von Nicolas Jacquin Wulfenia carinthiaca genannt.
  - Krainer Glockenblume (Campanula zoysii), 1788, zu Ehren des karnischen Botanikers Carl Zois.
  - Klebrige Primel (Primula glutinosa)
  - Moschus-Steinbrech (Saxifraga moschata)
  - Bewimperter Mannsschild (Androsace chamaejasme)
  - Moschus-Schafgarbe (Achillea moschata)
  - Zwerg-Haarschlund (Comastoma nanum)
- Algen aus der Adria:
  - Ulva stellata, jetzt Anadyomene stellata (Wulfen) C. Agardh
  - Fucus musciformis, jetzt Hypnea musciformis (Wulfen) J.V.Lamour
  - Fucus filamentosus, jetzt Spyridia filamentosa (Wulfen) Harv.
  - Fucus simplex, jetzt Digenea simplex (Wulfen) C. Agardh

## Ehrungen
Ihm zu Ehren wurde die Gattung Wulfenien (Wulfenia) Jacq. der Pflanzenfamilie der Wegerichgewächse (Plantaginaceae) benannt. Auch die Wulfen-Hauswurz (durch David Heinrich Hoppe) und Wulfens Mannsschild wurden nach ihm benannt, ebenso die Unterart Euphorbia characias subsp. wulfenii und die Gattung Wulfeniopsis D.Y.Hong.
Eine Büste Franz Xaver von Wulfens steht vor dem Europagymnasium, der Nachfolgeinstitution des Lyzeums, in Klagenfurt. Außerdem wurde eine Gasse in Klagenfurt, abgehend vom Viktringer Ring, nach ihm benannt.

## Schriften
- Plantae rariores carinthiacae. In: Miscellanea austriaca ad botanicam, chemiam et historiam naturalem spectantia, hrsg. von N. J. Jacquin, Vol. 1 (1778) S. 147–163 und Vol. 2 (1781) S. 25–183.
- Abhandlung vom Kärntner Bleispate, 1785
- Plantae rariores carinthiacae. In: Collectanea as botanicam, chemiam et historiam naturalem, hrsg. von N. J. Jacquin, Vol. I (1786) S. 186–364, Vol. II (1788) S. 112–234, Vol. III (1789) S. 3–166, Vol. IV (1790) S. 227–348.
- Descriptiones Quorumdam Capensium Insectorum, 1786 (Digitalisat)
- Plantae rariores descriptae, 1803
- Cryptogama aquatica, 1803
- Flora Norica phanerogama, 1858, postum hrsg. von Eduard Fenzl und Rainer Graf.

## Belege
- Marianne Klemun: Franz Xaver Freiherr von WULFEN – Jesuit und Naturforscher. Die erste naturkundliche Bestandsaufnahme in Kärnten. In: Carinthia II. 179/99, 1989, S. 5–17 (zobodat.at [PDF]).
- Marianne Klemun: Die Editionsgeschichte der „Flora norica“ Wulfens. In: Carinthia II. 179/99, 1989, S. 19–28 (zobodat.at [PDF]).
- Marianne Klemun: Zur naturwissenschaftlichen Erforschungsgeschichte Kärntens. In: Carinthia II. 178/98, 1988, S. 85–93 (zobodat.at [PDF]).
- Marianne Klemun: Arbeitsbedingungen eines Naturforschers im Kärnten des 18. Jahrhunderts am Beispiel Franz Xaver Wulfens. In: Carinthia I. 174, 1984, S. 357–374.
- Marianne Klemun, G. H. Leute: Franz Xaver Wulfens Reisebeschreibung vom Jahre 1783 „Auf meiner Reise bis zum höchsten Gipfel des Owirs“. In: Der Hochobir. Aus Natur und Geschichte. Naturwissenschaftlicher Verein für Kärnten, Klagenfurt 1999, S. 13–48.
- Marianne Klemun: Naturgeschichte, Austausch und Funktion eines wissenschaftlichen Korrespondenznetzes. Franz Xaver Wulfens (1728–1805) Briefe an Naturforscher, insbesondere an Johann Christian Daniel Schreber (1739–1810). In: Carinthia II. 195./115. Jahrgang, 2005, S. 253–268 (zobodat.at [PDF]).
- Franz Xaver Freiherr von Wulfen. Eintrag in der Catholic Encyclopedia (englisch)
- Georgios Fatouros: Wulfen, Freiherr von, Franz Xavier. In: Biographisch-Bibliographisches Kirchenlexikon (BBKL). Band 14, Bautz, Herzberg 1998, ISBN 3-88309-073-5, Sp. 167–168 (Artikel/Artikelanfang im Internet-Archive).

## Weiterführende Literatur
- F. Arnold: Zur Erinnerung an Freiherrn von Wulfen. In: Verhandlungen der Zoologisch-Botanischen Gesellschaft Wien. Bd. 32. Wien 1882.
- Constantin von Wurzbach: Wulfen, Franz Xaver Freiherr. In: Biographisches Lexikon des Kaiserthums Oesterreich. 58. Theil. Kaiserlich-königliche Hof- und Staatsdruckerei, Wien 1889, S. 265–269 (Digitalisat).
- Ernst Wunschmann: Wulfen, Franz Xaver Freiherr von. In: Allgemeine Deutsche Biographie (ADB). Band 44, Duncker & Humblot, Leipzig 1898, S. 268 f.
- Marianne Klemun: Franz Xaver Freiherr von Wulfen – Jesuit und Naturforscher. Die erste naturkundliche Bestandsaufnahme in Kärnten. In: Carinthia II. 179./99. Jahrgang, 1989, S. 5–17 (zobodat.at [PDF]).
- W. Honsig-Erlenburg, P. Mildner: Franz Xaver Freiherr von Wulfen als Ichthyologe. In: Carinthia II. 186./106. Jahrgang, 1996, S. 349–360 (zobodat.at [PDF]).
- Michael von Kunitsch: Biographie des Franz Xaver Freiherrn von Wulfen. Wien 1810 (Digitalisat).